# Seikai no senki
Seikai no senki (星界の戦旗?) è una serie di light novel giapponesi di fantascienza, scritte da Hiroyuki Morioka, che proseguono la storia di Seikai no monshō.

## Romanzi
Al momento sono stati pubblicati sei romanzi di Seikai no senki:
- Seikai no Senki I "Kizuna no katachi"
- Seikai no Senki II "Mamoru beki mono"
- Seikai no Senki III "Kazoku no shokutaku"
- Seikai no Senki IV "Kishimu jikū"
- Seikai no Senki V "Shukumei no Shirabe"
- Seikai no Senki VI "Teikoku no Raimei"

## Manga
Nel 2004 il primo e il secondo romanzo sono stati adattati in manga andando a completare la trilogia iniziata con il volume di Seikai no monshō.
La trilogia è composta dai seguenti volumi:
- Seikai Trilogy, Vol. 1: Crest of the Stars
- Seikai Trilogy, Vol. 2: Banner of the Stars
- Seikai Trilogy, Vol. 3: Banner of the Stars II

## Anime
I primi due romanzi di Seikai no senki sono stati convertiti in due serie di anime, andate in onda in Giappone rispettivamente nel 2000 e nel 2001, mentre il terzo romanzo è stato pubblicato sotto forma di OAV nel 2005. Come in Seikai no monshō anche in  Seikai no senki ogni episodio ha un breve parte introduttiva parla in baronh dove vendono descritti alcuni aspetti della cultura Abh. Nel 2001 è stato poi montato un film che riassume gli avvenimenti raccontati nella prima serie.

### Lista episodi

#### Seikai no senki
| Nº | Titolo italiano Giapponese 「Kanji」 - Rōmaji                                         | In onda        | In onda |
| Nº | Titolo italiano Giapponese 「Kanji」 - Rōmaji                                         | Giapponese     |         |
| 1  | Ricongiungimento 「再会」 - Saikai                                                    | 14 aprile 2000 |         |
| 2  | Operazione Phantom Flame 「幻炎作戦」 - Maboroshi en sakusen                          | 21 aprile 2000 |         |
| 3  | Nave d'assalto Basroil 「突撃艦“バースロイル”」 - Totsugeki kan "Baasuroiru"          | 28 aprile 2000 |         |
| 4  | La prima battaglia 「初陣」 - Uijin                                                   | 12 maggio 2000 |         |
| 5  | Spettacolare pazzia 「華やかな狂気」 - Hanayaka na kyouki                             | 19 maggio 2000 |         |
| 6  | Cena della commemorazione 「弔いの晩餐」 - Tomurai no bansan                          | 26 maggio 2000 |         |
| 7  | Fuga nel buio 「くらやみの逃亡」 - Kura yami no toubou                                | 2 giugno 2000  |         |
| 8  | La vigilia dello scontro decisivo 「決戦前夜」 - Kessen zenya                         | 9 giugno 2000  |         |
| 9  | La battaglia della Basroil 「バースロイルの戦い」 - Baasuroiru no tatakai             | 16 giugno 2000 |         |
| 10 | Stella cadente 「流れる星」 - Nagareru hoshi                                          | 23 giugno 2000 |         |
| 11 | Campo di battaglia ardente 「灼熱の戦場」 - Shakunetsu no senjou                      | 30 giugno 2000 |         |
| 12 | La battaglia per il varco di Aptic 「アプティック門沖会戦」 - Aputikku mon oki kaisen | 7 luglio 2000  |         |
| 13 | La forma dei legami 「絆のかたち」 - Kizuna no katachi                                | 14 luglio 2000 |         |

#### Seikai no senki II
| Nº | Titolo italiano Giapponese 「Kanji」 - Rōmaji                               | In onda           | In onda |
| Nº | Titolo italiano Giapponese 「Kanji」 - Rōmaji                               | Giapponese        |         |
| 1  | Operazione Hunter 「狩人作戦」 - Karyuudo sakusen                           | 11 luglio 2001    |         |
| 2  | Il pianeta dell'esilio 「流刑の星」 - Rukei no hoshi                        | 18 luglio 2001    |         |
| 3  | Piano di fuga 「移民計画」 - Imin keikaku                                   | 28 luglio 2001    |         |
| 4  | I cacciatori 「狩人たち」 - Karyuudo tachi                                  | 1º agosto 2001    |         |
| 5  | Ribellione 「叛乱」 - Hanran                                                | 8 agosto 2001     |         |
| 6  | Inferno Abh 「アーヴの地獄」 - Aavu no jigoku                               | 15 agosto 2001    |         |
| 7  | La bandiera di Gasarus 「金色烏［ガサルス］の旗」 - Kiniro Gasarusu no hata | 29 agosto 2001    |         |
| 8  | Una cosa da proteggere 「守るべきもの」 - Mamoru beki mono                  | 12 settembre 2001 |         |
| 9  | Arrendersi 「弓を置くとき」 - Yumi o oku toki                               | 21 settembre 2001 |         |
| 10 | Una lacrima di Abriel 「アブリアルの涙」 - Aburiaru no namida               | 26 settembre 2001 |         |

#### Seikai no Senki III
| Nº | Titolo italiano Giapponese 「Kanji」 - Rōmaji                     | In onda           | In onda |
| Nº | Titolo italiano Giapponese 「Kanji」 - Rōmaji                     | Giapponese        |         |
| 1  | Incontro delle stelle 「めぐりあう星たち」 - Meguriau hoshi tachi | 26 agosto 2005    |         |
| 2  | Cena in famiglia 「家族の食卓」 - Kazoku no shokutaku             | 23 settembre 2005 |         |